# 痒み

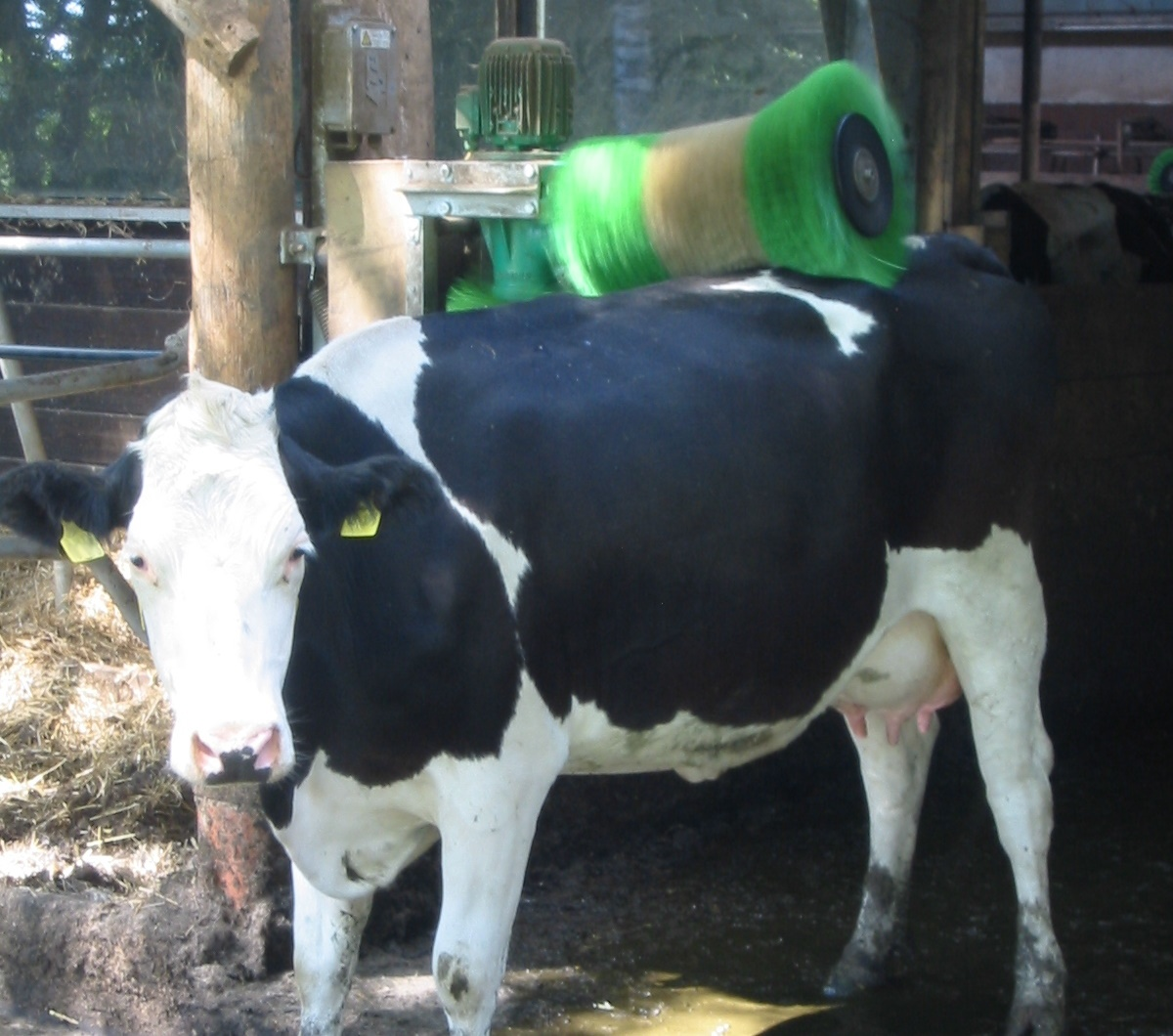
自動牛体ブラシと利用する牛。

痒み（かゆみ、英語: itch）とは、皮膚と眼瞼結膜、鼻粘膜に起こる、引っ掻き反射を引き起こす感覚を指す。痒みが発生すると、むずむずとした不快な感覚（掻痒感）を感じる。1660年にドイツの神経学者サミュエル・ハーヘンレファーによって定義された。

## 痒みと痛み
痒みと痛みは以下のような共通点を持つ。
- 局所麻酔薬を末梢神経近くに注射すると（C線維による）痛みと痒みが最初に消える
- 末梢神経を圧迫した場合、痛みと痒みは最後まで感じられる
- 痛みも痒みも原因となった刺激の周辺の皮膚が過敏になる現象が発生する
- 先天性無痛症の患者は痛みも痒みも感じることができない

一方で、以下のような違いもある。
- 痒みは引っ掻き反射を引き起こすが痛みは屈曲反射を引き起こす
- 痛みは皮膚、眼瞼結膜、鼻粘膜以外でも感じられる
- お湯につけた場合など温度による影響が異なる
- 上皮層を除去すると痒みは感じられなくなるが、痛みにはより敏感になる
- モルヒネには鎮痛作用があるが、痒みには過敏になる[1]

なお、痒みと痛みは非常に複雑に関係していると考えられている（後述）。

## 痒みが起きる原因
- ヒスタミンなどの化学物質による刺激[1]。
  - 食べ物などによるアレルギー反応はヒスタミンを遊離する。
- アトピー、疥癬などの皮膚疾患[2]。
- 蚊やダニの吸血による物[2]。
- 閉塞性黄疸や糖尿病[3]、肝臓疾病、癌など、病気や内臓疾患の兆候。
- 妊娠の末期。
- 心理的要因、ストレス[1]。
- 異物接触。ダニ等の虫や植物特定の草や花等、腕時計のバンド、着慣れない服。
- 不衛生
- 温度の急激な変化[1]。
  - 特に体が寒い所から急に暖かい所に行くと痒みを感じることがある。
- 栄養不足
- 血行不良
- 皮膚瘙痒症[4]（皮膚掻痒症、ひふそうようしょう）‐ 発疹などがなく、かゆみだけの症状[5]。
- Referred itch（英語版） - 別の個所の痒みが現れる現象。

アトピー性皮膚炎は痒み過敏の状態を引き起こし、衣服の接触といった通常では、痒みにならないような刺激を「痒い」と感じるようになる。

## 治療
- 蕁麻疹

抗ヒスタミン薬や内服・注射・外用ステロイド、グリチルリチンなどが用いられる。
- 慢性瘙痒（CPUO、chronic pruritus of unknown origin）[6][7][8]

皮膚柔軟剤（emollients）を第 1 選択薬とする。ワセリン・プラスチベースといった皮膚柔軟剤は特にアトピー性皮膚炎、乾皮症、皮膚バリア障害に適している。
神経伝達物質を遮断することにより症状が改善することがある。抗てんかん薬のガバペン、鎮痛剤のリリカや、SSRI のレクサプロ、パキシル、ジェイゾロフト、デプロメール、NaSSAのリフレックスなどが有効なことがある。
- 夜間掻痒症

柔らかい綿のパジャマや寝具、厚手の保湿剤、お風呂、加湿器など。
皮膚瘙痒症と呼ばれる目立った原因のない痒みについては、治療法が見つからない場合もある。乾燥や服の締付けなど色々理由は考えられており、高齢による老人性の乾皮症の場合は保湿剤を使用する。若者の場合は、抗ヒスタミン剤の効果が見られず、治療が長期化する場合もある。

## その他語法
隔靴掻痒
「靴の上から足をかいても痒みは収まらない」という事から転じて、何をやっても手ごたえがないもどかしい状態の事を指す。
麻姑掻痒
「麻姑を倩（やと）いて痒きを掻く」とも。物事が思いのどおりになること、物事が行き届くことを指す。

## 痒みの意義
痛みの意義については、外からの危害を避けるための無意識的な反射活動と捉えられている。痒みも、従来は痛覚神経が反応して起きると考えられており、痛みと同様にその防衛反射をさらに補強するものと思われていた。言わば痛覚の軽微なものが痒みであり、掻く事で痒みが抑えられるのは、明確な痛覚を与えるためと考えられていた。
しかし、1997年にドイツの医師によってかゆみのみを伝達する神経繊維が発見され、2009年に痒みが痛みとは独立した神経経路をもった感覚であり、痛みには反応しない大脳の頭頂葉内側部の楔前部で反応が起きていることが発見された。痒みに対して掻くことで、症状を一層悪化させる。身体に危機を発する痛みと異なって、痒みの意義については不明であり、現代医学の限界点である。上述した痛み（痛覚）に関連したものと思われていたため神経回路の発見までかゆみの原理について研究が進められておらず、発見された2009年以降、世界各国でかゆみに関する研究機関が設立された。2011年にアメリカ合衆国のワシントンで最初の研究拠点が設立され、2019年8月にアジア初の研究拠点（順天堂かゆみ研究センター）が設立された時点では7つ存在する
。
痒みを引き起こす代表的な原因物質であるヒスタミンが、痛みの神経を活動させたり、ブラジキニンやカプサイシンなどの痛みの原因物質が痒みの神経を活動させることがわかっており、痒みと痛みは非常に複雑に関係していると考えられているが、これらがどのような経路（内側毛帯路、脊髄視床路、皮質脊髄路など）で伝えられるか、同じく頭頂葉にある一次体性感覚野を含む中心後回との関連性は未だ解明されていない。
特に、掻く事で痒みが抑えられる理由については、かつては上述の通り痛覚との関連で説明されていたが、2009年に否定されてしまったため、不明になってしまった。痒みに過剰に反応してしまい、痛いと自覚するまでに自身を自傷してしまうことがある、痒みが引っ掻き反射行動を自律的に起こすことができる体の部位に限定されている、などの理由の説明はついていない。
痒みを掻く反応は、進化の過程で備わったとも考えられており、食い込んだ、もしくは毛穴中のダニなど、異物を排除する目的などがある。ただし皮膚を掻きむしると、掻爬、瘙痒、瘙疹、掻き壊しとなる。